# Antoine Sommier
Pour les articles homonymes, voir Sommier.
Antoine Sommier est un homme politique français né le 27 juillet 1812 à Cuiseaux (Saône-et-Loire) et décédé le 24 mai 1866 à Montmorot (Jura).
Militant libéral sous la Monarchie de Juillet, il collabore à divers journaux démocratiques. Il est député du Jura de 1849 à 1851, siégeant à la Montagne. Il s'oppose au coup d'état du 2 décembre et est expulsé. Il ne revient d'exil qu'en 1859.

## Sources
- « Antoine Sommier », dans Adolphe Robert et Gaston Cougny, Dictionnaire des parlementaires français, Edgar Bourloton, 1889-1891 [détail de l’édition]